# My Iron Lung
My Iron Lung är en EP av det brittiska bandet Radiohead, utgiven i oktober 1994.

## Låtlista
1. "My Iron Lung" – 4:36
2. "The Trickster" – 4:40
3. "Lewis (Mistreated)" – 3:19
4. "Punchdrunk Lovesick Singalong" – 4:40
5. "Permanent Daylight" – 2:48
6. "Lozenge of Love" – 2:16
7. "You Never Wash Up After Yourself" – 1:44
8. "Creep" (Acoustic) – 4:19

## Medverkande
- Thom Yorke - sång, gitarr
- Jonny Greenwood - gitarr, keyboard
- Ed O'Brien - gitarr, bakgrundssång
- Colin Greenwood - elbas
- Phil Selway - trummor